# Gimécourt
Gimécourt ist eine französische Gemeinde mit 38 Einwohnern (Stand 1. Januar 2022) im Département Meuse in der Region Grand Est (vor 2016 Lothringen). Sie gehört zum Arrondissement Commercy und zum Kanton Dieue-sur-Meuse.

## Geografie
Die Gemeinde liegt etwa 18 Kilometer nordöstlich von Bar-le-Duc im Zentrum des Départements Meuse an der Aire. Die Gemeinde besteht einzig aus dem Ort Gimécourt. Teile der Gemeinde östlich des Dorfs sind bewaldet. Das Waldgebiet trägt den Namen Bois de Gimécourt. Nachbargemeinden sind Villotte-sur-Aire im Westen, Nordwesten, Norden und Nordosten, Kœur-la-Petite im Nordosten und Osten, Baudrémont im Südosten sowie Levoncourt im Süden und Südwesten.

## Geschichte
Der Name der heutigen Gemeinde wurde im Jahr 961 unter dem lateinischen Namen Gillani-curtis erstmals in einem Dokument erwähnt. Im Mittelalter gehörte der Ort zum Gebiet des Herzogtums Bar und danach zum Herzogtum Lothringen. Genauer zum Amt (Bailliage) Bar. Mit dieser Herrschaft fiel Gimécourt 1766 an Frankreich. Bis zur Französischen Revolution lag der Ort im Grand-gouvernement de Lorraine-et-Barrois. 
Von 1793 bis 1801 war die Gemeinde dem Distrikt Saint-Mihiel zugeteilt und Teil des Kantons Sampigny. Und von 1801 bis 2015 Teil des Kantons Pierrefitte-sur-Aire. Seit 1801 ist Gimécourt dem Arrondissement Commercy zugeordnet. Von 1972 bis 1987 war sie Teil der Gemeinde Villotte-sur-Aire.

### Bevölkerungsentwicklung
| Jahr                                                                                                | 1962 | 1968 | 1990 | 1999 | 2006 | 2011 | 2019 |
| Einwohner                                                                                           | 77   | 68   | 48   | 29   | 33   | 37   | 40   |
| Quellen: Cassini (Volkszählungen bis 1999) und INSEE (offizielle Schätzungen per 1. Januar ab 2006) |      |      |      |      |      |      |      |

## Sehenswürdigkeiten
- Kirche Invention-de-Saint-Étienne
- Denkmal für die Gefallenen[3]
- Drei Wegkreuze nördlich, südlich und westlich des Dorfs

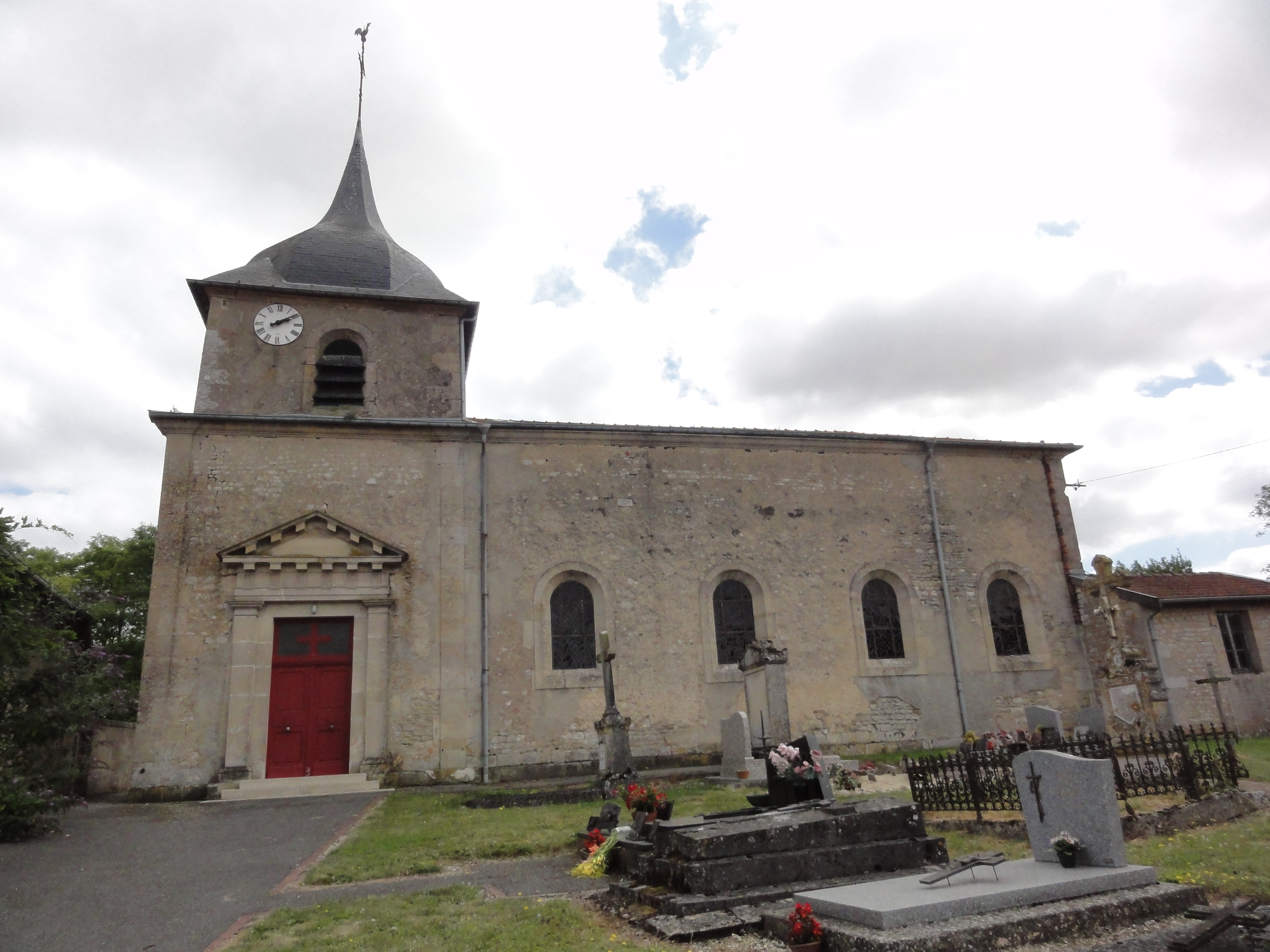
Kirche Invention-de-Saint-Étienne
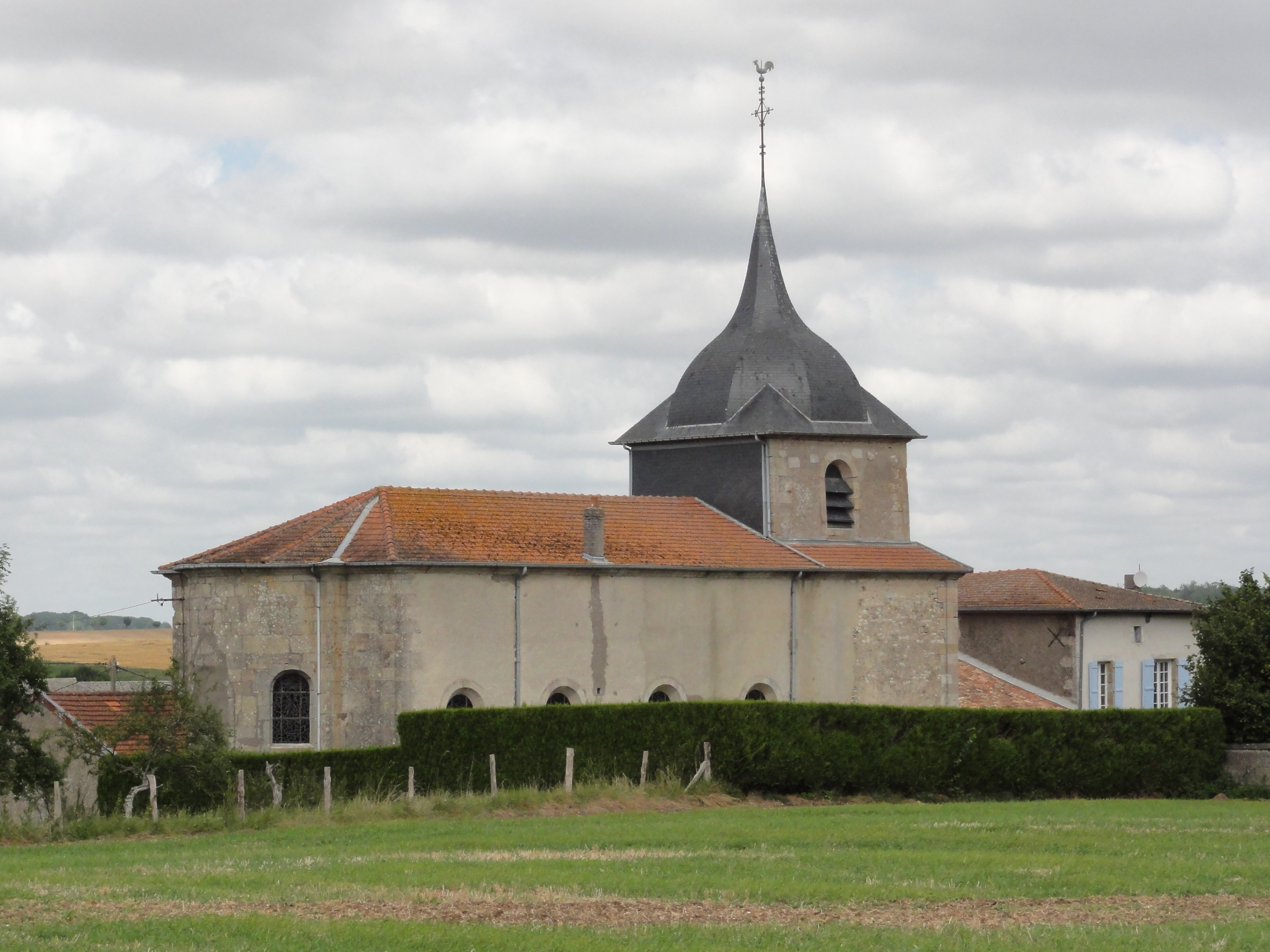
Kirche von Osten gesehen
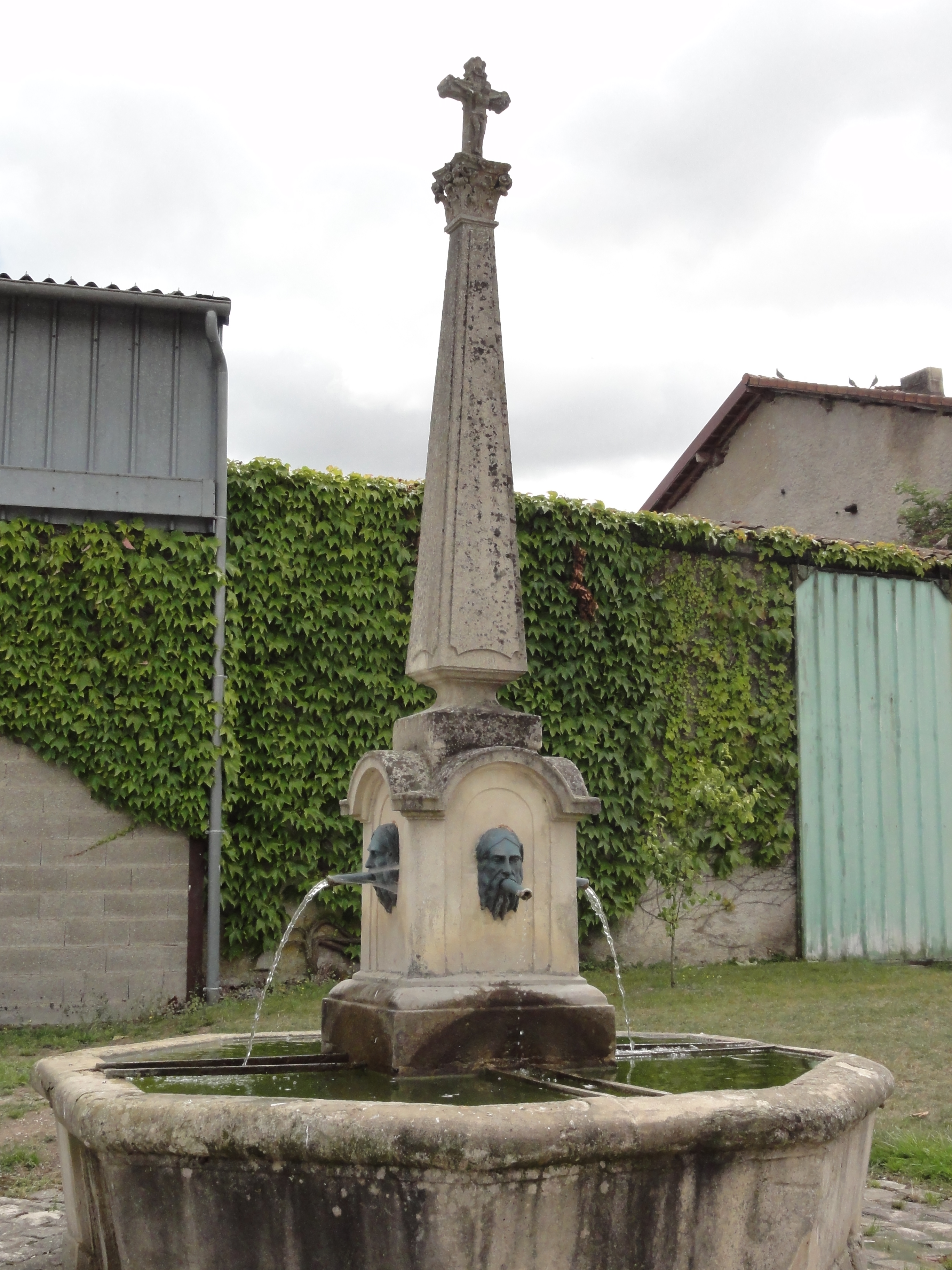
Brunnen mit Kreuz
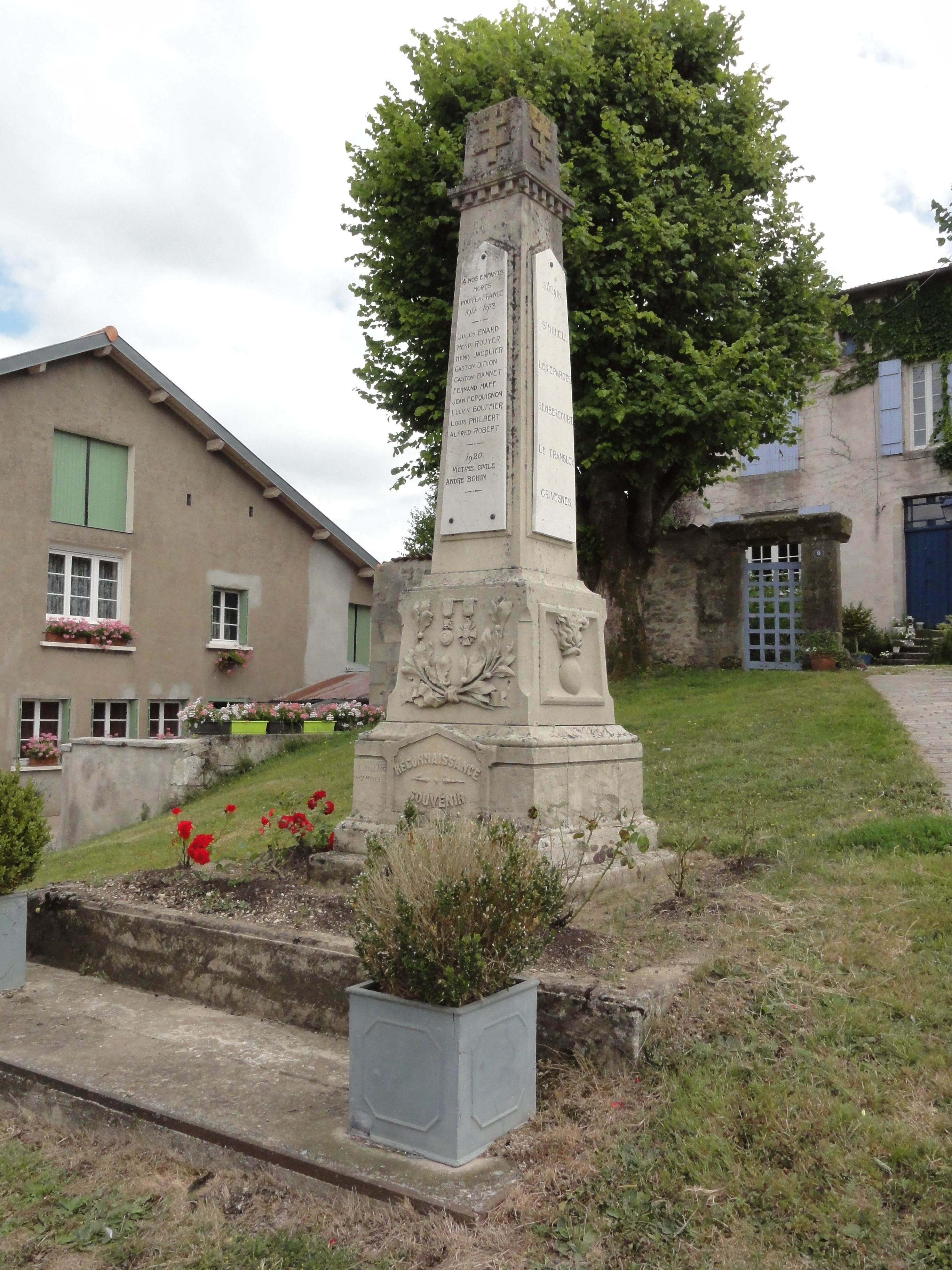
Denkmal für die Gefallenen
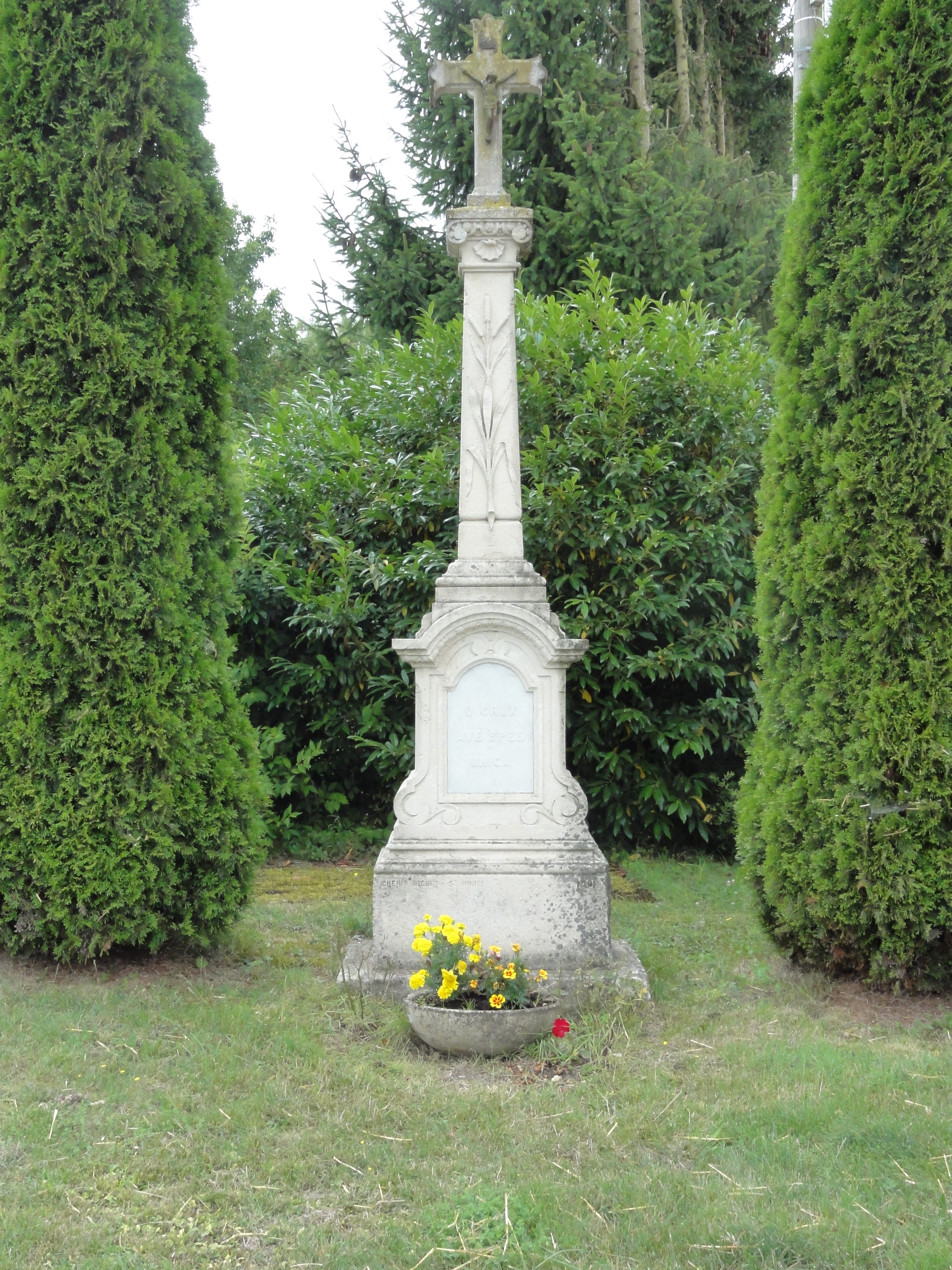
Wegkreuz
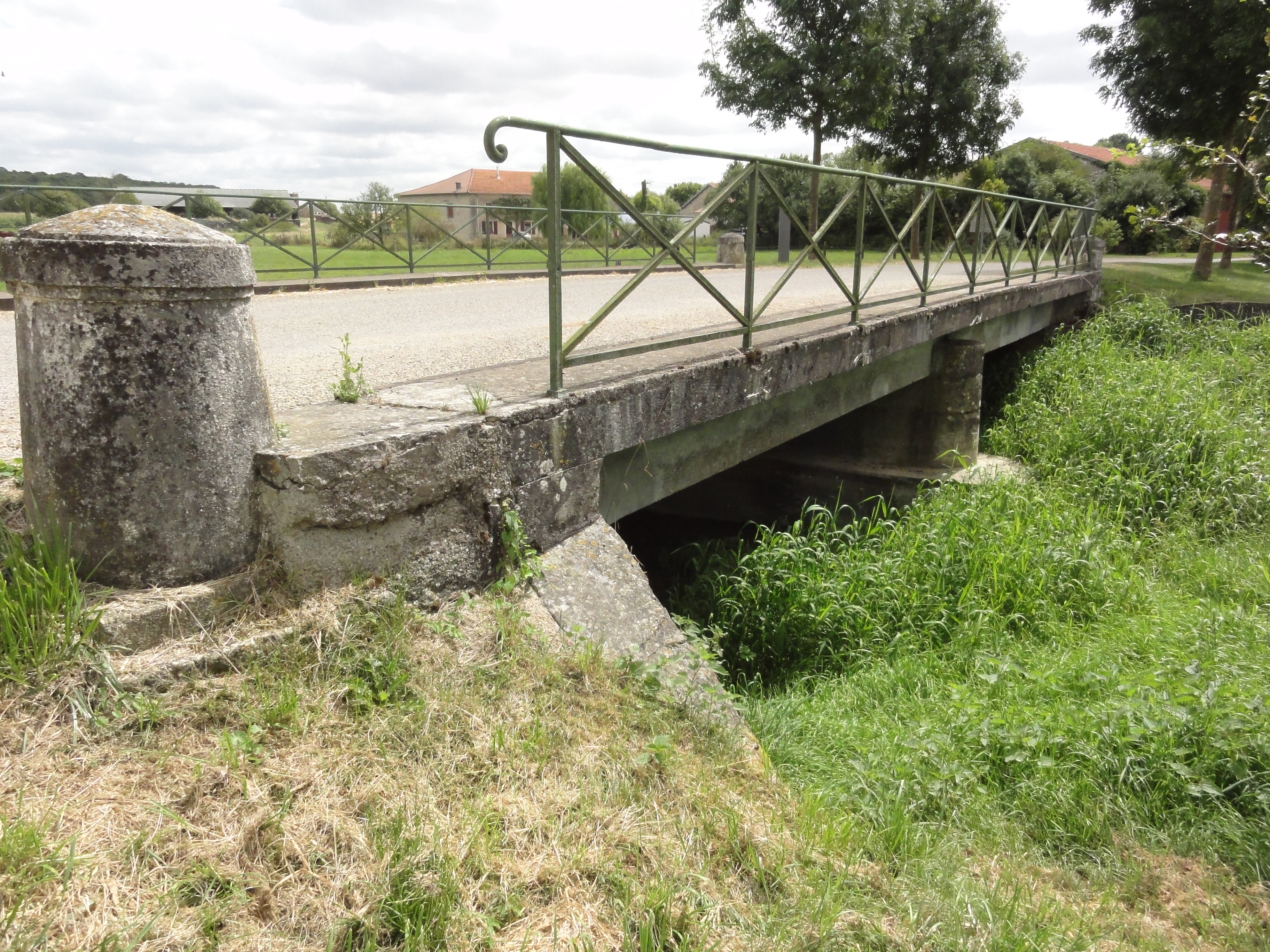
Brücke über die Aire
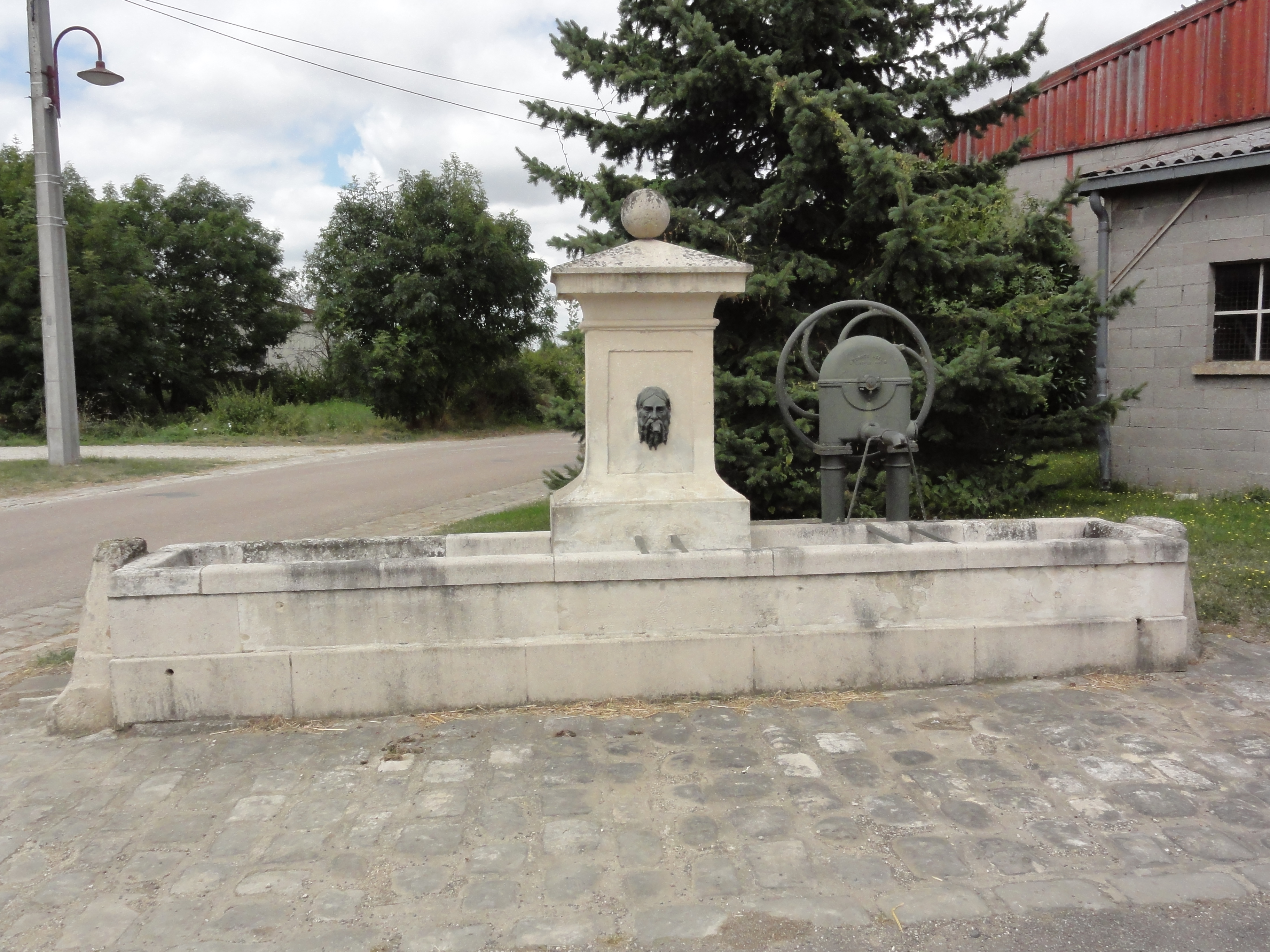
Brunnen mit Pumpe